# Так просто
«Так просто» — четвёртый студийный альбом украинской певицы Ирины Билык, выпущенный в 1996 году на лейбле NAC.
Одновременно с выходом альбома Ирина Билык получила звание Заслуженной артистки Украины. В том же году одноимённая композиция была названа песней года на фестивале «Таврийские игры».
Концертный тур в поддержку альбома прошел в 1997 году. Всеукраинское турне состояло из тридцати восьми концертов, включая два выступления во Дворце «Украина». Масштабный тур был номинирован на получение награды «Золотая жар-птица» в категории «Событие года». В конце концов Билык признали певицей года, а пластинку «Так просто» — альбомом года. Именно после этого артистку стали считать «украинской Мадонной».

## Отзывы критиков
Рецензент портала UMKA заявил, что после выхода этого альбома Ирина Билык без сомнения стояла в шаге от того, чтобы стать действительно культовой украинской поп-певицей. И этот шаг, по его мнению, был сделан. Также он отметил, что именно тут можно услышать тот тонкий момент перехода Ирины Билык в пору зрелости.

## Список композиций
| №                   | Название                     | Текст песни         | Музыка              | Длительность |
| ------------------- | ---------------------------- | ------------------- | ------------------- | ------------ |
| 1.                  | «Дай руку менi»              | Ирина Билык         | Ирина Билык         | 4:40         |
| 2.                  | «Франсуа»                    | Ирина Билык         | Ирина Билык         | 4:48         |
| 3.                  | «Так просто»                 | Ирина Билык         | Ирина Билык         | 3:17         |
| 4.                  | «Дощем»                      | Фёдор Млинченко     | Ирина Билык         | 3:33         |
| 5.                  | «Баю»                        | Ирина Билык         | Ирина Билык         | 5:08         |
| 6.                  | «Тiа-ту (Я пишу тобi листа)» | Ирина Билык         | Ирина Билык         | 3:57         |
| 7.                  | «Просто літо»                | Константин Гнатенко | Ирина Билык         | 3:05         |
| 8.                  | «Я іду на війну»             | Ирина Билык         | Ирина Билык         | 5:06         |
| 9.                  | «Тобі»                       | Ирина Билык         | Сергей Гримальский  | 4:27         |
| 10.                 | «Так просто» (Dance)         | Ирина Билык         | Ирина Билык         | 3:15         |
| 11.                 | «Забула»                     | Алексей Илюхин      | Ирина Билык         | 3:27         |
| Общая длительность: | Общая длительность:          | Общая длительность: | Общая длительность: | 45:11        |

| №   | Название                 | Текст песни | Музыка      | Длительность |
| --- | ------------------------ | ----------- | ----------- | ------------ |
| 12. | «Хочу» (Concert Version) | Ирина Билык | Ирина Билык | 7:20         |

## Участники записи
- Ирина Билык — вокал, сопродюсирование
- Жан Болотов — клавишные, аранжировка, программирование (1-8, 10, 11), сопродюсирование
- Сергей Гримальский — клавишные, аранжировка (9)
- Георгий Учайкин — гитара, аранжировка (4)
- Геннадий Дьяконов — гитара (2, 3, 5-7, 11)
- Эдуард Коссе — ударные (3, 6)
- Олег Барабаш — звукорежиссёр
- Юрий Никитин — продюсирование, бэк-вокал (1)
- Лина Скачко — бэк-вокал (7)
- Олег Лапоногов — бэк-вокал (7)